# 星のフラメンコ
「星のフラメンコ」（ほしのフラメンコ）は、1966年7月1日に発売された西郷輝彦のシングル。

## 解説
西郷は1966年2月にヨーロッパを旅行した際、スペインの首都マドリードで鑑賞したフラメンコに感動し、本人曰く「猛烈なリズムにシビレてしまった」。洋行から帰国した西郷が、挨拶で訪れたソングライターの浜口庫之助邸にて、本場のフラメンコを観た感動をそのまま話すと、浜口はちょうどそのころ西郷の新曲を制作する準備に入っていたことを明かし、両人とも新曲をフラメンコのリズムで制作することで意見が一致したという。
浜口の作詞・作曲により曲が完成し、同年7月1日にシングルレコードが発売されると、わずか2か月で50万枚を突破する大ヒットとなった。1963年に創立した日本クラウンにとっては空前のレコード売上枚数であり、日本クラウンは全国のレコード店に感謝状を贈ったという逸話がある。1968年時点での累計売上は95万枚。
本曲は西郷の代名詞ともいうべき曲となり、同年の『第17回NHK紅白歌合戦』では白組の一番手で歌い、歌手として最後に出演した1973年（第24回）にも歌った。
同じく1966年にはまた、日活が西郷を主演に本曲をモチーフにした映画『遙かなる慕情 星のフラメンコ』（監督・森永健次郎、脚本・倉本聰）を製作し、全国ロードショー公開している。

## 収録曲
- 両楽曲共に、作詞・作曲：浜口庫之助／編曲：小杉仁三

1. 星のフラメンコ（3分3秒）
2. 湖にゆこうよ（3分11秒）

## カバー・パロディ
「星のフラメンコ」は数多くの歌手によってカバーされている。以下はディスク収録されている例である。
- にしきのあきら（錦野旦） - 1971年、アルバム『'71の太陽』
- あがた森魚 - 1993年、アルバム『イミテーション・ゴールド』
- 井上陽水 - 2001年、シングル「コーヒー・ルンバ」
- 氷川きよし - 2002年、アルバム『銀河〜星空の秋子〜』
- ライート（英語版） - 2008年、アルバム『Hoshi no Flamenco（ライート〜星のフラメンコ）』
- 五木ひろし - 2009年、アルバム『ハマクラを歌う -浜口庫之助作品集-』
- 桑田佳祐 - 2014年、映像作品『昭和八十八年度! 第二回ひとり紅白歌合戦』
- 山内惠介 - 2016年、アルバム『ライブカバーアルバム「惠音楽会」演歌・歌謡編』

また、タモリが「肉のフラメンコ」という「星のフラメンコ」のパロディ曲を歌っている。
2004年には、サントリーの茶飲料「まんてん畑」のCMに西郷本人が出演し、替え歌が用いられた。